# Temple mormon d'Albuquerque
Le temple mormon d’Albuquerque est un temple de l’Église de Jésus-Christ des saints des derniers jours situé à Albuquerque, dans l’État du Nouveau-Mexique, aux États-Unis. Il a été inauguré le 5 mars 2000.